# Ladislav Ahmed Vondřich
Ladislav Ahmed Vondřich (20. dubna 1886 Praha – 20. září 1938 Praha) byl československý legionář a důstojník.

## Život

### Před první světovou válkou
Ladnislav Vondřich se narodil 20. dubna 1886 v Praze. Vystudoval obchodní školu a poté vycestoval do Poviselského kraje, který byl pod nadvládou Ruského impéria. Pracoval jako účetní, byl členem Sokola.

### První světová válka
Po vypuknutí první světové války vstoupil Ladislav Vondřich do České družiny. Zúčastnil se bitvy u Zborova a postupně se z velitel roty vypracoval na zatímního velitele pluku. Po vypuknutí nepřátelství s bolševiky velel v červenci 1918 jednotce držící železniční stanici Dymka. I když byl odtud přesilou nakonec vytlačen, usnadnil tím další postup československých jednotek na Bugulmu. Ve stejné době byl i velitelem jihoslovanské části 1. československé střelecké divize. Dne 15. srpna téhož roku byl ustanoven dispozičním důstojníkem 9. československého střeleckého pluku, pět dní poté pak inspektorem zajateckých táborů a přesídlil do Omsku. Od dubna 1919 působil u Týlového intendantstva. V červenci 1919 odplul ze Sibiře na lodi Liverpool Maru, přičemž zastával funkci československého zástupce u majitele lodi a odpovídal za přepravovaný náklad. Po dvou dnech v Praze se opět vrátil do Vladivostoku, působil pak u ústřední hospodářské komise. Jeho definitivní návrat do Československa proběhl v říjnu 1920. Dosáhl hodnosti majora. V srpnu 1919 přestoupil na islám a přijal druhé jméno Ahmed.

### Po první světové válce
Po návratu do Československa pokračoval v armádní službě. Působil jako zástupce velitele několika pluků. Měl problémy z alkoholem, což se odrazilo v jeho hodnocení. Protože nedošlo ke zlepšení byl v roce 1927 přeřazen do výslužby. Žil v Praze a jeho zdravotní stav se zhoršoval. Stal se členem Nezávislé jednoty československých legionářů. Zemřel 20. září 1938 v Praze. Jeho tělo bylo zpopelněno 4. října ve strašnickém krematoriu. Dosáhl hodnosti plukovníka.

## Vyznamenání
- 1915-1916 Řád sv. Jiří (Rusko) postupně IV., III., II. a I. stupně (plný georgievský kavalír) + 1917 Čestná zbraň k Řádu svatého Jiří
- 1917 Řád sv. Anny (Rusko) IV. třídy
- 1920 Řád sokola s meči
- 1920 Československý válečný kříž 1914–1918
- 1920 Československá revoluční medaile
- 1920 Československá medaile Vítězství